# Volta Ciclista a Catalunya 1971
La Volta Ciclista a Catalunya 1971, cinquantunesima edizione della corsa, si svolse in cinque tappe, l'ultima suddivise in 2 semitappe, precedute da un prologo, dal 14 al 19 settembre 1971, per un percorso totale di 1034,5 km, con partenza da Calafell e arrivo a Sabadell. La vittoria fu appannaggio dello spagnolo Luis Ocaña, che completò il percorso in 28h07'29", precedendo il francese Bernard Labourdette e il connazionale Domingo Perurena. 
I corridori che tagliarono il traguardo di Sabadell furono 39.

## Tappe
| Tappa  | Data         | Percorso                                | km     | Vincitore di tappa | Leader cl. generale  |
| ------ | ------------ | --------------------------------------- | ------ | ------------------ | -------------------- |
| Pr.    | 14 settembre | Circuito di Calafell (cron. a squadre)  | 19,5   | KAS-Campagnolo     | Vicente López Carril |
| 1ª     | 15 settembre | Calafell > Tarragona                    | 162,9  | Domingo Perurena   | Domingo Perurena     |
| 2ª     | 16 settembre | Tarragona > Manresa                     | 214,7  | Domingo Perurena   | Domingo Perurena     |
| 3ª     | 17 settembre | Manresa > Puigcerdà                     | 243,1  | Jean-Claude Genty  | Bernard Labourdette  |
| 4ª     | 18 settembre | Alp > Santa Coloma de Gramenet          | 206,4  | Guido Reybrouck    | Bernard Labourdette  |
| 5ª-1   | 19 settembre | Santa Coloma de Gramenet > Barcellona   | 171,4  | Primo Mori         | Bernard Labourdette  |
| 5ª-2   | 19 settembre | Sabadell > Sabadell (cron. individuale) | 16,5   | Luis Ocaña         | Luis Ocaña           |
| Totale | Totale       | Totale                                  | 1034,5 |                    |                      |

## Dettagli delle tappe

### Prologo
- 14 settembre: Calafell – Cronometro a squadre – 19,5 km[1][2]

Risultati
| Pos. | Squadra        | Tempo  |
| ---- | -------------- | ------ |
| 1    | KAS-Campagnolo | 23'12" |
| 2    | Filotex        | a 17"  |
| 3    | Bic            | a 19"  |

| Pos. | Corridore            | Squadra | Tempo |
| ---- | -------------------- | ------- | ----- |
| 1    | Vicente López Carril | KAS     | ---   |

### 1ª tappa
- 15 settembre: Calafell > Tarragona – 162,9 km[3]

Risultati
| Pos. | Corridore        | Squadra   | Tempo    |
| ---- | ---------------- | --------- | -------- |
| 1    | Domingo Perurena | KAS       | 4h21'17" |
| 2    | Guido Reybrouck  | Salvarani | s.t.     |
| 3    | José Moreno      | La Casera | s.t.     |

| Pos. | Corridore        | Squadra   | Tempo    |
| ---- | ---------------- | --------- | -------- |
| 1    | Domingo Perurena | KAS       | 4h20'47" |
| 2    | Guido Reybrouck  | Salvarani | a 10"    |
| 3    | José Moreno      | La Casera | a 18"    |

### 2ª tappa
- 16 settembre: Tarragona > Manresa – 214,7 km[4]

Risultati
| Pos. | Corridore        | Squadra | Tempo    |
| ---- | ---------------- | ------- | -------- |
| 1    | Domingo Perurena | KAS     | 6h02'36" |
| 2    | José Grande      | Werner  | s.t.     |
| 3    | Ugo Colombo      | Filotex | s.t.     |

| Pos. | Corridore           | Squadra | Tempo     |
| ---- | ------------------- | ------- | --------- |
| 1    | Domingo Perurena    | KAS     | 10h23'23" |
| 2    | José Grande         | Werner  | a 23"     |
| 3    | Bernard Labourdette | Bic     | a 37"     |

### 3ª tappa
- 17 settembre: Manresa > Puigcerdà – 243,1 km[5]

Risultati
| Pos. | Corridore           | Squadra | Tempo    |
| ---- | ------------------- | ------- | -------- |
| 1    | Jean-Claude Genty   | Bic     | 7h10'22" |
| 2    | Bernard Labourdette | Bic     | a 2'07"  |
| 3    | Miguel María Lasa   | KAS     | a 3'45"  |

| Pos. | Corridore           | Squadra | Tempo     |
| ---- | ------------------- | ------- | --------- |
| 1    | Bernard Labourdette | Bic     | 17h37'08" |
| 2    | Domingo Perurena    | KAS     | a 22"     |
| 3    | Ugo Colombo         | Filotex | a 1'04"   |

### 4ª tappa
- 18 settembre: Alp > Santa Coloma de Gramenet – 206,4 km[6]

Risultati
| Pos. | Corridore         | Squadra   | Tempo    |
| ---- | ----------------- | --------- | -------- |
| 1    | Guido Reybrouck   | Salvarani | 5h08'20" |
| 2    | Domingo Perurena  | KAS       | s.t.     |
| 3    | Miguel María Lasa | KAS       | s.t.     |

| Pos. | Corridore           | Squadra | Tempo     |
| ---- | ------------------- | ------- | --------- |
| 1    | Bernard Labourdette | Bic     | 22h45'25" |
| 2    | Domingo Perurena    | KAS     | a 4"      |
| 3    | Eduard Castelló     | KAS     | s.t.      |

### 5ª tappa, 1ª semitappa
- 17 settembre: Santa Coloma de Gramenet > Barcellona – 171,4 km[7]

Risultati
| Pos. | Corridore       | Squadra   | Tempo    |
| ---- | --------------- | --------- | -------- |
| 1    | Primo Mori      | Salvarani | 4h53'38" |
| 2    | Luis Ocaña      | Bic       | a 2'57"  |
| 3    | Agustín Tamames | Werner    | s.t.     |

### 5ª tappa, 2ª semitappa
- 17 settembre: Sabadell – Cronometro individuale – 16,5 km[8]

Risultati
| Pos. | Corridore         | Squadra   | Tempo  |
| ---- | ----------------- | --------- | ------ |
| 1    | Luis Ocaña        | Bic       | 24'03" |
| 2    | Antoon Houbrechts | Salvarani | a 43"  |
| 3    | Felice Gimondi    | Salvarani | a 47"  |

| Pos. | Corridore           | Squadra | Tempo     |
| ---- | ------------------- | ------- | --------- |
| 1    | Luis Ocaña          | Bic     | 28h07'29" |
| 2    | Bernard Labourdette | Bic     | a 20"     |
| 3    | Domingo Perurena    | KAS     | a 37"     |

## Classifiche finali

### Classifica generale
| Pos. | Corridore           | Squadra        | Tempo     |
| ---- | ------------------- | -------------- | --------- |
| 1    | Luis Ocaña          | Bic            | 28h07'29" |
| 2    | Bernard Labourdette | Bic            | a 20"     |
| 3    | Domingo Perurena    | KAS-Campagnolo | a 37"     |
| 4    | Antoon Houbrechts   | Salvarani      | a 58"     |
| 5    | Felice Gimondi      | Salvarani      | a 1'01"   |
| 6    | Agustín Tamames     | Werner         | a 1'04"   |
| 7    | Miguel María Lasa   | KAS-Campagnolo | a 1'56"   |
| 8    | Franco Bitossi      | Filotex        | a 2'25"   |
| 9    | Santiago Lazcano    | KAS-Campagnolo | a 2'34"   |
| 10   | Enrique Sahagún     | La Casera      | a 2'41"   |

### Classifica a punti
| Pos. | Corridore         | Squadra        | Punti |
| ---- | ----------------- | -------------- | ----- |
| 1    | Domingo Perurena  | KAS-Campagnolo | 17    |
| 2    | Franco Bitossi    | Filotex        | 37    |
| 3    | Miguel María Lasa | KAS-Campagnolo | 48    |

### Classifica scalatori
| Pos. | Corridore           | Squadra        | Punti |
| ---- | ------------------- | -------------- | ----- |
| 1    | Santiago Lazcano    | KAS-Campagnolo | 29    |
| 2    | Felice Gimondi      | Salvarani      | 19    |
| 3    | Bernard Labourdette | Bic            | 18    |

### Classifica sprint
| Pos. | Corridore        | Squadra        | Punti |
| ---- | ---------------- | -------------- | ----- |
| 1    | Domingo Perurena | KAS-Campagnolo | 11    |
| 2    | Juan Zurano      | La Casera      | 11    |
| 3    | Santiago Lazcano | KAS-Campagnolo | 9     |

### Classifica squadre
| Pos. | Squadra        | Tempo     |
| ---- | -------------- | --------- |
| 1    | Salvarani      | 84h27'20" |
| 2    | Bic            | a 6"      |
| 3    | KAS-Campagnolo | a 1'04"   |